# Aprostocetus femoralis
Aprostocetus femoralis är en stekelart som först beskrevs av Sundby 1957.  Aprostocetus femoralis ingår i släktet Aprostocetus och familjen finglanssteklar. Arten är reproducerande i Sverige. Inga underarter finns listade i Catalogue of Life.